# Granny
Granny (russisk: Бабуся) er en russisk spillefilm fra 2003 af Lidija Bobrova.

## Medvirkende
- Nina Sjubina som Granny
- Olga Onisjjenko som Liza
- Anna Ovsjannikova som Anna
- Vladimir Kulakov som Viktor
- Sergej Anufriev som Nikolaj